# 12.ª Brigada de Infantaria Leve (Aeromóvel)
A 12ª Brigada de Infantaria Aeromóvel (12ª Bda Inf Amv) é uma grande unidade do Exército Brasileiro sediada em Caçapava, São Paulo e subordinada à 2ª Divisão de Exército. Desde 1995 seus elementos são transportados pelos helicópteros da Aviação do Exército, podendo rapidamente operar em qualquer parte do território nacional. Na linha de frente podem ser infiltrados, com diversos riscos, na retaguarda inimiga em assaltos aeromóveis. Eles já participaram de diversos eventos político-militares na história nacional, e alguns integraram a Força Expedicionária Brasileira na Segunda Guerra Mundial, originando sua denominação de “Brigada Fornovo di Taro” em homenagem à batalha homônima.

## Capacidades

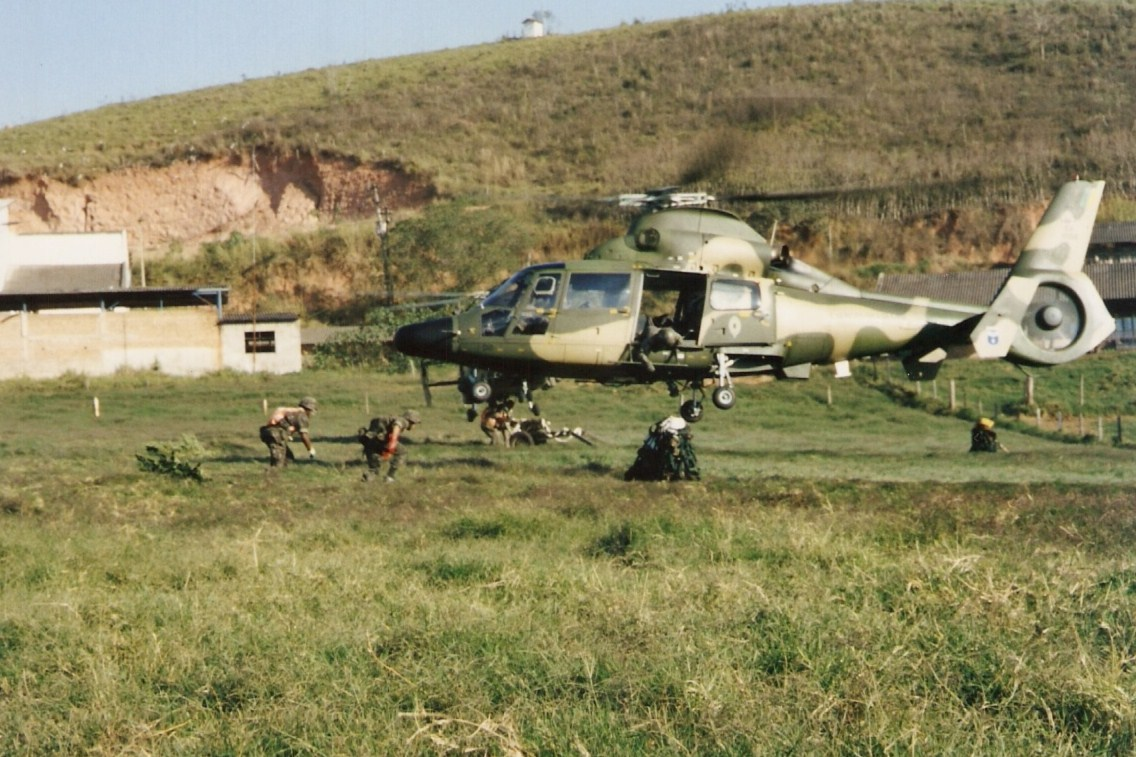
Operação aeromóvel com obuseiros

Posicionada no núcleo central do país e de rápido deslocamento, a Brigada faz parte da reserva estratégica do Exército. Como a Brigada de Infantaria Paraquedista, deve rapidamente operar em qualquer parte do território nacional. A mobilidade de sua infantaria leve vem das aeronaves de asa rotativa da Aviação do Exército, e portanto ela está próxima de seu Comando e 1º e 2º Batalhões de Aviação do Exército em Taubaté. Em São Paulo a brigada pode também aproveitar alguns dos principais aeroportos e uma boa malha viária. Sua guarnição em Lorena já foi descrita como “ponto-chave das comunicações entre Rio, São Paulo e Minas Gerais”.
A doutrina militar brasileira considera os batalhões de infantaria leve ideais para o assalto aeromóvel, operação ofensiva de forças-tarefa mistas da Aviação do Exército junto a forças de superfície. Elas devem ocupar posições fracamente defendidas na retaguarda inimiga, onde controlam uma cabeça-de-ponte aeromóvel até a chegada de outras forças. Se realizado à noite, com visão noturna, é mais complexo mas com sigilo melhor. A doutrina reconhece nessas operações a vulnerabilidade dos helicópteros, a mobilidade restrita a pé da infantaria após o desembarque e sua vulnerabilidade em campo aberto, devendo durar apenas 48 horas após o corte do fluxo logístico. Ela prevê assaltos dentro do alcance da artilharia do escalão superior, mas dentro do alcance máximo de 18 km para a Artilharia Divisionária brasileira de 155 mm é improvável encontrar na retaguarda uma posição fracamente defendida. O apoio de artilharia ainda pode ser fornecido de dentro da cabeça-de-ponte. A cabeça-de-ponte cercada pode fazer uma defesa circular.

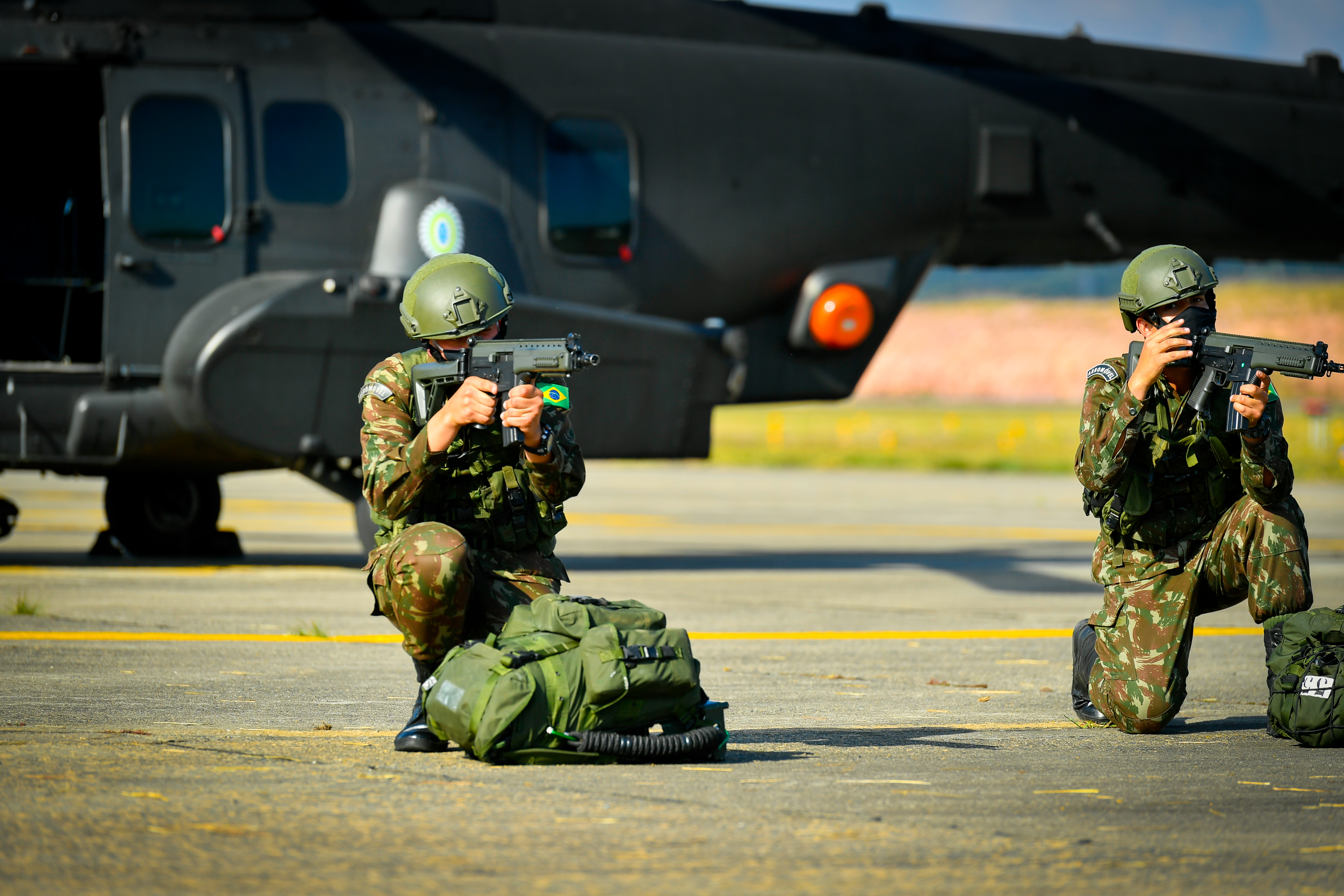
Equipamento dos combatentes aeromóveis

A capacidade de carga dos helicópteros é uma limitação. O ideal num assalto aeromóvel é desembarcar em vaga única, contra um inimigo desavisado, mas os 30 helicópteros de transporte presentes em Taubaté em 2021 seriam insuficientes para transportar de uma vez só uma força-tarefa de batalhão de infantaria leve, com 715 militares e seus armamentos. Em 2022 a base em Taubaté tinha 18 HM-1 Pantera, com capacidade de 9 passageiros, 4 HM-3 Cougar, com 24 vagas, e 7 HM-4 Jaguar, com 27 vagas.
Fora da Brigada, o 1º Batalhão de Infantaria de Selva é também aeromóvel, e a Aviação do Exército trabalha com outras unidades, como as atualmente pertencentes ao Comando de Operações Especiais.

## História

### Desenvolvimento da organização

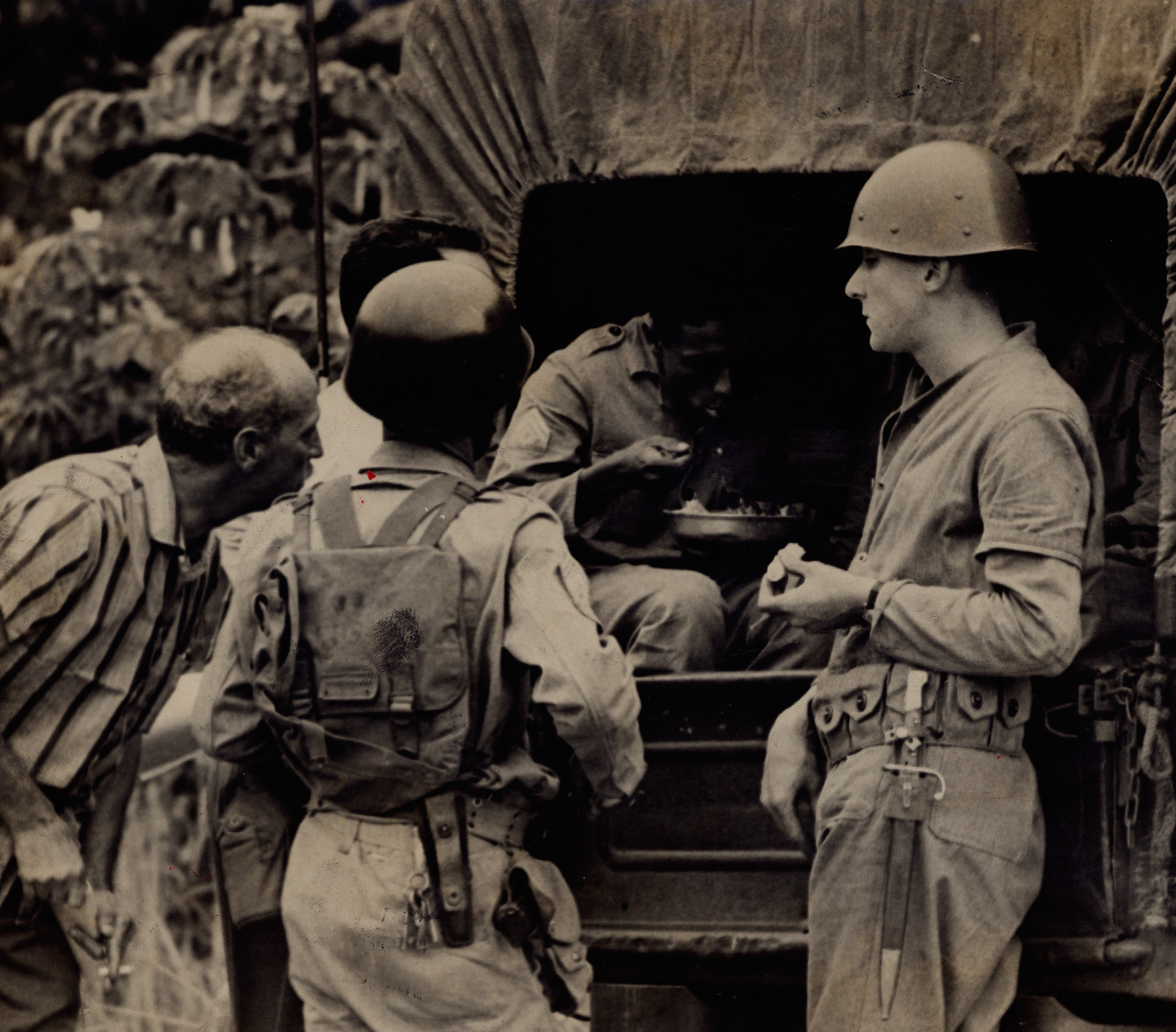
Soldados paulistas em 1964

No início do século XX, a reorganização do Exército Brasileiro na República Velha constituiu várias Brigadas de Infantaria  dentro das novas divisões. Compostas unicamente de infantaria, não tinham autonomia. Após dois antecessores do comando, primeiro em Mato Grosso do Sul e em seguida em Minas Gerais, a 4ª Brigada de Infantaria foi constituída em Caçapava em 1919. Era composta do 6º Regimento de Infantaria (RI), na sede, e o 4º, 5º e 6º Batalhões de Caçadores (BCs), respectivamente em São Paulo, Lorena e Ipameri. Eram todos em São Paulo, à exceção do 6º BC, em Goiás, onde estava estrategicamente na Estrada de Ferro. À época o estado fazia parte, juntamente com São Paulo, da 2ª Região Militar.
Em 1938 os regimentos das Divisões de Infantaria (DIs) foram agrupados em Infantarias Divisionárias; na 2ª Divisão de Infantaria, em São Paulo, eram o 4º, 5º e 6º RIs. O 4º, 5º e 6º BCs não pertenciam à nova formação. A 4ª Brigada de Infantaria tornou-se a Infantaria Divisionária da 2ª DI, ou ID/2. Seus dois novos regimentos (4º e 5º) vinham da 3ª Brigada de Infantaria, que foi extinta. Todos estavam no estado de São Paulo. Entre 1946 e 1952 ela foi transformada no Subcomando da 2ª DI, voltando então a ser Infantaria Divisionária.
Em 1960 a ID/2 era composta do 4º RI, em Osasco, com dois batalhões, o 5º, em Lorena, com um batalhão, e o 6º, em Caçapava, também com apenas um. A partir do final da década a brigada tornou-se a grande unidade principal do Exército, dotada das unidades de manobra e apoio suficientes para sua autonomia, enquanto os regimentos de infantaria foram suprimidos. A ID/2 tornou-se a 12ª Brigada de Infantaria, composta do 5º Batalhão de Infantaria (BI, oriundo do 5º RI), 6º BI (oriundo do 6º RI), 39º BI Motorizado (BI Mtz, oriundo do 4º RI) e 20º Grupo de Artilharia de Campanha (GAC). O 4º RI deu também origem ao 4º BI Blindado (BIB), que ficou com a 11ª Brigada de Infantaria. A área de responsabilidade era a Grande São Paulo (compartilhada com a 11ª brigada) e o vale do Paraíba. Em 1985 a Brigada recebeu a designação de Motorizada. No ano seguinte ela já tinha uma bateria antiaérea, mas não dispunha de companhia de comunicações, companhia de engenharia de combate e esquadrão de cavalaria.

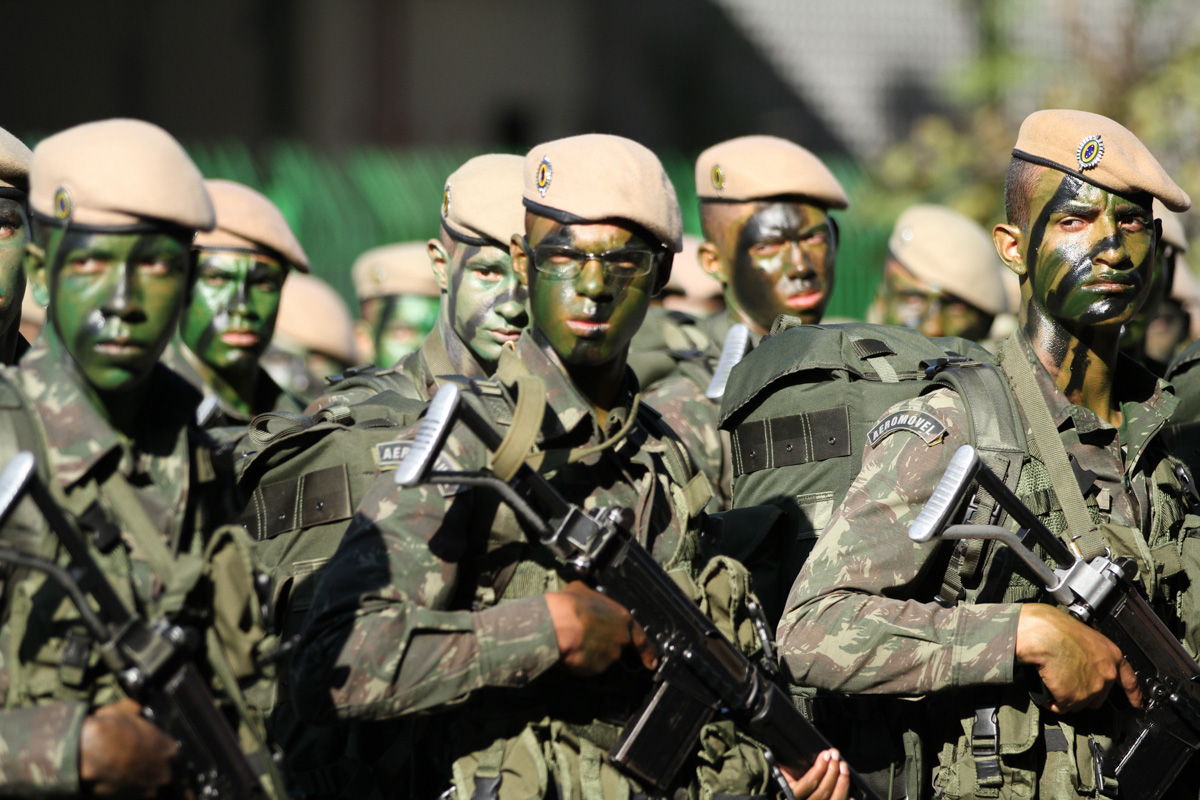
Boina bege dos combatentes aeromóveis

A partir de 1986 o Exército constituiu unidades com helicópteros. Desde os anos 60 já se discutia a criação de uma “cavalaria aérea” com os helicópteros, inspirada nos americanos na Guerra do Vietnã, mas eles surgiram fora da arma da cavalaria. O comando da Aviação do Exército foi criado em 1989. Alguns estudos sugeriam uma tropa leve para ser transportada por seus helicópteros, e ideia original era criá-las em Formosa, Goiás — originalmente a Aviação do Exército foi sediada em Brasília — mas em vez disso a 12ª Brigada foi convertida em 1995 para a infantaria leve. A criação do Comando de Operações Especiais, aproximadamente na mesma época, pertencia à mesma tendência de forças novas de deslocamento rápido.
Em 2005 o 4º BIB foi extinto e o 39º BIL foi renomeado 4º BIL. Em 2022 ele foi transferido à 11ª Brigada de Infantaria Leve, que está a receber blindados Guarani para sua conversão em infantaria mecanizada, enquanto o 2º BIL, até então pertencente à 11ª Brigada, foi transferido à 12ª, passando a ser aeromóvel.

### Atuação

6º RI em Massarosa, Itália (1944)

As três unidades da Brigada em São Paulo, à exceção de metade do 4º BC, aderiram à Revolta Paulista de 1924. Em 1926, em meio à expectativa de intervenção federal em Goiás, vários depoimentos atestam que um pelotão de São Paulo reforçou o 6º BC em Ipameri. A intervenção não se concretizou. O batalhão teve uma escaramuça com parte da Coluna Prestes na sua passagem por Goiás a caminho da Bolívia.
Na Revolução de 1930 o 4º BC estava entre as forças legalistas na divisa de São Paulo com o Paraná, atuando nas regiões de Quatiguá e Itararé. Em Goiás, o 6º BC manteve-se neutro no conflito entre os legalistas goianos e revolucionários mineiros. Como resultado da Revolução, o comando da Brigada foi provisoriamente extinto. Na Revolução Constitucionalista de 1932 o 6º BC participou da ofensiva contra o norte e noroeste paulista, enquanto o 6º RI e o 4º BC estavam com os constitucionalistas, este com uma companhia em Santos e aquele em Cunha. A Brigada foi reativada em outubro, ao final da Revolução.
Na Segunda Guerra Mundial o 6º RI foi um dos três regimentos de infantaria a integrar a Força Expedicionária Brasileira, chegando à campanha da Itália no primeiro escalão da FEB, em julho de 1944. A denominação da brigada homenageia a participação do regimento na batalha de Fornovo di Taro, em abril de 1945. Duas outras atuais unidades da Brigada, sua artilharia e cavalaria, também estiveram na Itália. Sua cavalaria foi a única da FEB, o 1º Esquadrão de Reconhecimento Mecanizado. Ele lutou em carros blindados americanos M8 Greyhound numa época em que a motomecanização da cavalaria brasileira ainda era limitada.

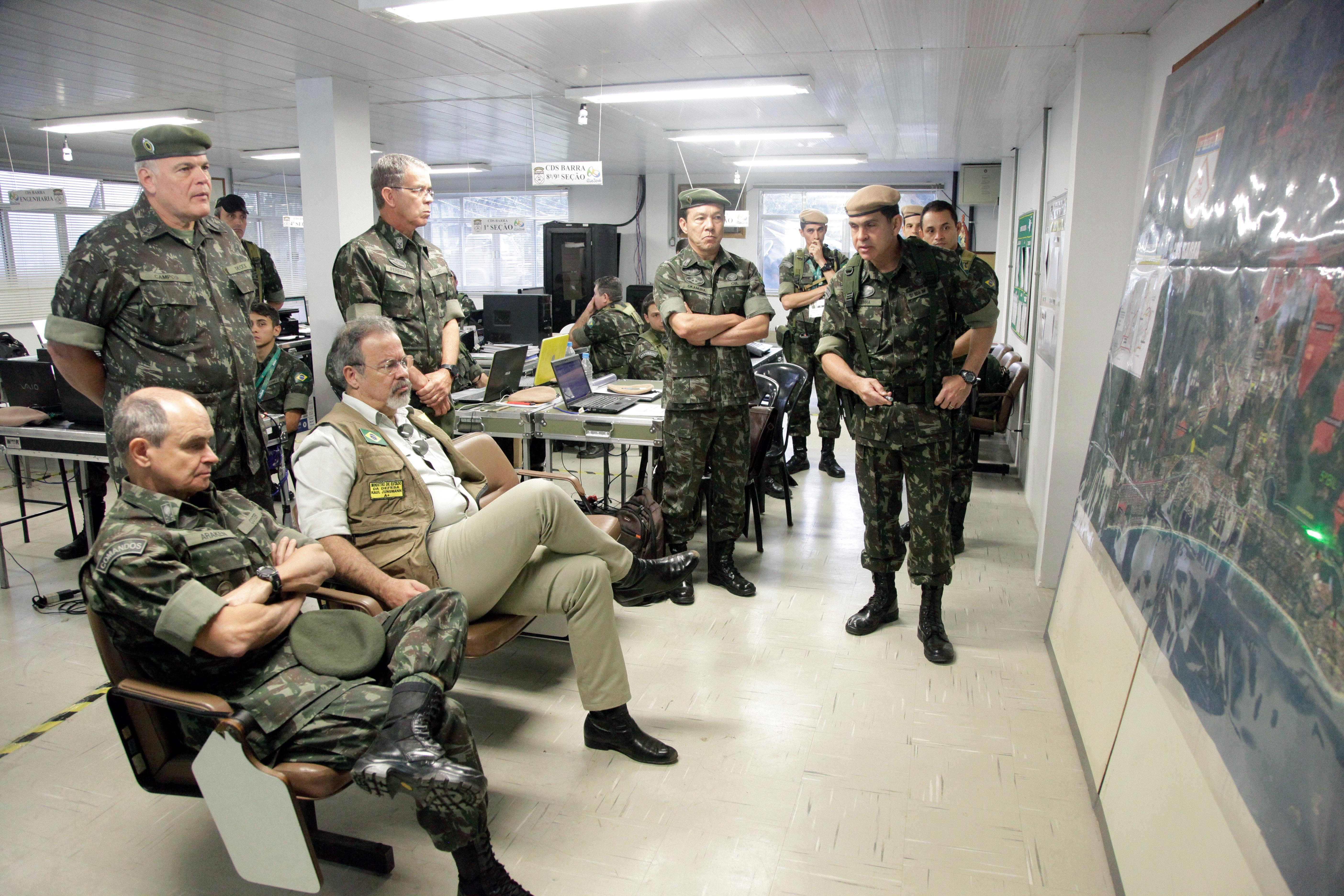
Militares da Brigada no planejamento da segurança das Olimpíadas de 2016

No Governo João Goulart a ID/2 esteve com o general Euryale de Jesus Zerbini, integrante de seu dispositivo militar e único general do II Exército de Amaury Kruel a permanecer fiel ao governo no golpe de Estado de 1964. Ele retardou, mas não conseguiu impedir, a participação do 5º e 6º RIs nas operações no Vale do Paraíba. O 4º RI foi a Curitiba como parte do Grupamento Tático 4. Zerbini foi punido por sua oposição ao golpe. Posteriormente, em 1966 ele participou com Kruel de um plano frustrado para um “contragolpe” contra o governo de Castelo Branco. As medidas militares incluiriam a restituição de Zerbini ao comando no Vale do Paraíba.
Em 2018 a Brigada contribuiu em rodízio aproximadamente 450 homens para a intervenção federal no Rio de Janeiro e atuou nas rodovias paulistas durante a greve dos caminhoneiros. Em conjunto com a 101.ª Divisão Aerotransportada do Exército dos Estados Unidos, a Força-Tarefa Itororó da 12ª Brigada participou do exercício “Core 21” no vale do Paraíba em 2021.

## Organização atual
A infantaria da brigada tem pelotões de fuzileiros leves menores e menos armados do que os de paraquedistas, possivelmente devido à capacidade de carga dos helicópteros. Nos anos 1990, a reduzida capacidade de carga do HM-1 Pantera limitou os grupos de combate da infantaria aeromóvel a sete homens. Os novos helicópteros de transporte disponíveis na década seguinte, como o HM-3 Cougar, permitiram embarcar dois grupos de nove homens.  As armas individuais incluem o ParaFAL. Os batalhões têm três companhias de fuzileiros e, dentro da companhia de comando e apoio, um pelotão de reconhecimento para infiltrar as áreas de desembarque antes da força principal. Eles têm algumas limitações se comparados aos precursores paraquedistas.
O esquadrão de cavalaria, mecanizado até 2004 e leve desde então, tinha em 2015 dois pelotões de exploradores, dotados de viaturas Agrale Marruá e motos, e um de fuzileiros mecanizado, com o Marruá e o EE-11 Urutu. A doutrina prevê três pelotões de exploradores. Comparados a outros pelotões de cavalaria, seu poder de fogo e blindagem são limitados. O grupo de artilharia usa o obuseiro 105 mm M56 Oto Melara e o morteiro pesado 120 mm M2 raiado, ambos os quais podem ser helitransportados. A bateria antiaérea usa mísseis terra-ar portáteis Igla e o Radar Saber M60.
| - Comando e Companhia Comando da Brigada (Caçapava, São Paulo) - 2.° Batalhão de Infantaria Leve “Batalhão Martim Afonso” (São Vicente, São Paulo) - 5.º Batalhão de Infantaria Leve “Regimento Itororó” (Lorena, São Paulo) - 6.º Batalhão de Infantaria Leve “Regimento Ipiranga” (Caçapava, São Paulo) - 20.º Grupo de Artilharia de Campanha Leve “Grupo Bandeirante” (Barueri, São Paulo) - 22.º Batalhão Logístico Leve (Barueri, São Paulo) - 1.º Esquadrão de Cavalaria Leve “Esquadrão Tenente Amaro” (Valença, Rio de Janeiro) - 5.ª Bateria de Artilharia Anti-Aérea Leve (Osasco, São Paulo) - 12.ª Companhia de Engenharia de Combate Leve (Pindamonhangaba, São Paulo) - 12.ª Companhia de Comunicações Leve (Caçapava, São Paulo) - Núcleo da 2.ª Companhia de Precursores - 12.ª Pelotão de Polícia do Exército (Caçapava, São Paulo) |